# راشد بن مكتوم آل مكتوم
الشيخ راشد بن مكتوم آل مكتوم (؟؟- 1894) كان حاكم دبي الخامس من عام 1886-1894. والدته هي الشيخة لطيفة بنت زعل بن خلفان بن سيار السويدي.

## حياته
بعد وفاة الشيخ حشر، أجمع كبار رجال القبيلة على تعيينه قائدا لهم. أقام الشيخ راشد تحالفات عدة مع عدة قبائل، من بينها قبيلة بوشامس وذلك إثر زواجه من إحدى بناتها.
حصل نزاع بينه وبين ابن أخيه مكتوم، حسمه الأعيان من البو فلاسة لصالح الشيخ راشد، وأصبح زعيماً لقبيلة البو فلاسة وحاكماً لدبي. وفي سنة 1887 استولت إيران على بندر لنجة واعتقلت حاكمها الشيخ قضيب بن راشد القاسمي، الذي مات في سجن إيران. ووضعت إيران البلد تحت الحكم العسكري وأرسل الحاكم العسكري وفوداً إلى سواحل العربية لمحاولة اقناع الشيوخ بتوقيع معاهدة حماية. بعد ذلك، احتل أغلب الجزر العربية ووصلت الوفود إلى أبوظبي ودبي. عندئذ، تدخلت بريطانيا واحتجت على هذه التحركات، واخذت تعهدات على الشيوخ بألا تسمح للنفوذ الإيراني. وكانت بداية تحول التجارة ووكلاء الشركات من بندر لنجة إلى دبي.

## أحداث هامة
في سنة 1888، بدأت معركة خراب الدوحة الثالث بين قطر وأبوظبي، ووقف الشيخ راشد إلى جانب شيخ أبوظبي، وتخلت بقية الإمارات. وعندما أرسل الشيخ زايد الأول قوة دمرت الدوحة اشتركت قوات دبي في الحملة.
في سنة 1889، تمكن الشيخ راشد الإصلاح بين الشيخ صقر بن خالد القاسمي، شيخ الشارقة، وعمه الشيخ السابق، سالم بن سلطان القاسمي، وعين صقر عمه مستشاراً له.
في سنة 1891، قاد الشيخ راشد قواته مع قوات أبوظبي إلى مدينة العين لاعادة النظام وأعلنت القبائل تأييدها وانضمامها إلى الشيخ زايد الأول واستسلم زعماء الشوامس. وأصلح الشيخ زايد الأول بين النعيم والظواهر، وعين الشيخ أحمد بن محمد بن هلال والياً ينوب عنه. وعاد الشيخ راشد إلى إمارته ليعالج مشكلة انفصال عدد من قبيلة المرر الذين خرجوا على طاعته ولجؤوا إلى الشيخ صقر بن خالد القاسمي حاكم الشارقة.
في سنة 1893، اشتدت أزمة الخلاف بين الشارقة ودبي بسبب قبيلة المرر، وتبلغ الشيخ راشد باجتماع عقد بين الشيخ صقر حاكم الشارقة والشيخ حميد بن عبد الله القاسمي حاكم راس الخيمة ضده، وبلغ حاكم أبوظبي وطلب مساعدته ووعده النصرة وقام باثارة المشاكل في داخل الامارتين.
في سنة 1894، عقد المقيم البريطاني اجتماعاً ضم الشيخ راشد والشيخ زايد الأول والشيخين القاسميين، وأنهيت المشاكل المعلقة بينهم. وبعد عودته من هذا الاجتماع مرض الشيخ راشد وتوفي في سنة 1894.

## ذريته
1 سعيد: ولد عام 1871م
2 بطي: ولد عام 1876م
3 سهيل: ولد عام 1878م، له من الأبناء
- راشد

4 مانع: ولد عام 1880م، له من الأبناء
- راشد: ولد عام 1920م، ولد له: مانع ولد عام 1955م له من الاولاد راشد وسهيل ولدو عام 1993م، . محمد ولد عام 1960م له من الاولاد مانع ولد عام 1995م، راشد ولد عام 2000م، سهيل ولد عام 2006م،.
- حشر، له من الولد: مانع - مكتوم
- سهيل لم ينجب
- حمد لم ينجب
- صنعاء، تزوجت الشيخ خليفة بن سعيد بن مكتوم آل مكتوم وأنجبت منه: مانع - راشد - علياء- حصه - ريسه

5 حشر: 1891م - 1936م، كان شجاعاً مـُهاباً له من الأبناء
- بطي

6 مكتوم 1892م له ابن واحد اسمه بطي
| سبقه حشر بن مكتوم آل مكتوم | أسرة آل مكتوم 1886 - 1894 | تبعه مكتوم بن حشر آل مكتوم |